# Bittere Waarheid
Bittere Waarheid is een Belgisch bier van hoge gisting.
Het bier wordt gebrouwen in Brouwerij De Graal te Brakel door Brouwerij Het Alternatief.
Het is een blond bier, type Belgian IPA met een alcoholpercentage van 11%.